# Jimmy Shields (Basketballspieler)
James Charles „Jimmy“ Shields (* 14. Mai 1970 in Erie, Pennsylvania) ist ein ehemaliger Basketballspieler. Der gebürtige US-Amerikaner nahm während seiner professionellen Karriere in Europa die deutsche Staatsbürgerschaft an. Nach seiner Basketballerkarriere kehrte Shields in sein Heimatland zurück und wurde bei einem der weltweit größten Konzerne im Management des Geschäfts mit Windenergie tätig.

## Karriere
Während seines Studiums in seinem Heimatland spielte Shields für die Spiders der University of Richmond in der NCAA Division I. Mit den Spiders gewann Shields 1989 und 1992 die „Regular Season“ und 1990 und 1991 das Meisterschaftsturnier der Colonial Athletic Association (CAA) der NCAA. Beim Turniergewinn 1991 wurde Shields zum „Most Valuable Player“ (MVP) des Turniers ernannt. In der landesweiten NCAA-Endrunde wurde man 1990 in der ersten Runde vom späteren Vizemeister Blue Devils der Duke University mit 81:46 überrollt. Dagegen schaffte man ein Jahr später in der ersten Runde einen historischen Sieg, als man als erste an 15. Position gesetzte Mannschaft mit den Orangemen der Syracuse University eine an zweiter Stelle gesetzte Mannschaft besiegte. In der folgenden Runde schied man dann jedoch gegen die Owls der Temple University aus. 
Nach seinem Studienende 1992 unterschrieb Shields einen Profivertrag beim deutschen Erstligisten BG Bramsche/Osnabrück. Nach zweimaliger Qualifikation für die Play-off-Runde um die deutsche Meisterschaft, wo man jeweils im Viertelfinale ausschied, wurde die Bundesligalizenz 1994 an eine neue Trägergesellschaft übertragen und die Mannschaft in SG Bramsche/Osnabrück umbenannt. Der Klassenerhalt konnte zwar in der Relegationsrunde gesichert werden, doch die wirtschaftlichen Schwierigkeiten waren auch mit der neuen Trägergesellschaft geblieben, sodass man 1995 die Lizenz zurückgab. Shields wechselte daraufhin zum Traditionsverein MTV 1846 Gießen, mit deren Mannschaft er in den folgenden vier Spielzeiten ebenfalls immer zwischen erster Play-off-Runde und souveränem Klassenerhalt in der Relegationsrunde schwankte. 
1999 wechselte er ins griechische Patras und war zusammen mit Jens-Uwe Gordon, ebenfalls Deutsch-Amerikaner, unter Trainer Dirk Bauermann beim dort ansässigen damaligen Zweitligisten Apollon aktiv. Zur Saison 2000/01 kehrte er in die Bundesliga zurück und unterschrieb einen Vertrag bei den Opel Skyliners aus Frankfurt am Main, die in der neu geschaffenen EuroLeague spielten. In dem europäischen Wettbewerb schied man mit nur einem Sieg in der Gruppenphase aus, auch in der Bundesliga war als Hauptrundenachter bereits in der ersten Runde gegen Serienmeister Alba Berlin Schluss. Nach einer Knieoperation kam Shields in der Hinrunde des Spieljahres 2001/02 in Frankfurt nicht mehr zum Zuge und wurde schließlich im Januar 2002 an den deutschen Ligakonkurrenten Herzogtel Trier ausgeliehen, mit dem er den Klassenerhalt in der Bundesliga erreichte. Zunehmende Knieprobleme ließen ihn die darauffolgende Spielzeit aussetzen. Zu Beginn der Spielzeit 2003/04 kehrte er bei dem mittlerweile als 46ers firmierenden Gießener Verein aufs Spielfeld zurück, er bestritt aber nur noch zehn Spiele für die Hessen. Zum Beginn der Saison 2004/05 vertrat er den erkrankten Ralf Rehberger als Assistent von Cheftrainer Chris Fleming bei den Artland Dragons aus dem Osnabrücker Land, wo er seine Karriere in Deutschland begonnen hatte.